# سهيل صابان
سهيل صابان مؤرخ وباحث ومترجم تركي ولد عام 1960م. تلقى تعليمه العالي في المملكة العربية السعودية، ثم أقام فيها ودرّس في جامعاتها، وهو أستاذ بقسم التاريخ بكلية الآداب في جامعة الملك سعود-بالرياض. صدر له كثير من المؤلفات التاريخية منها: كتاب (مكة المكرمة والمدينة المنورة: بحوث ودراسات من واقع الأرشيف العثماني والمصادر التركية)، وكتاب (مداخل بعض أعلام الجزيرة العربية في الأرشيف العثماني).

## حياة مبكرة
تخرج في الثانوية العامة من بلده، جزيرة ابن عمر عام 1978م، والتحق بجامعة الإمام محمد بن سعود الإسلامية عام 1401هـ (1980م)، إذ درس معهد تعليم اللغة العربية لغير الناطقين بها سنتين، ثم التحق بقسم القرآن وعلومه في كلية أصول الدين، وتخرج فيها عام 1406هـ/1986م. والتحق بقسم الثقافة الإسلامية بكلية الشريعة في الجامعة نفسها عام 1407هـ/1987م لنيل درجة الماجستير فيه، وناقش أطروحته في 16/11/1409هـ-1989م. وكان عنوانها «المؤسسات التعليمية الأجنبية في نهايات الخلافة العثمانية في إسطنبول».
ثم تقدم الباحث للقسم ذاته بموضوع لنيل درجة الدكتوراه، بعنوان «الأوضاع الثقافية في تركيا في القرن الرابع عشر الهجري». وناقشه في 8/8/1415هـ (1994م). وقد حصل الباحث على درجة الدكتوراه بمرتبة الشرف الأولى مع التوصية بطبع الرسالة وتبادلها بين الجامعات.
عمل «باحث معلومات» في مكتبة الملك فهد الوطنية بالرياض من عام 1416/1995م وحتى عام 1427هـ/2006. كما عمل في هيئة تحرير نشرة المستخلصات التي كانت تصدر عن مكتبة الملك فهد الوطنية (وهي نشرة فصلية لمستخلصات أهم المقالات المتعلقة بتاريخ المملكة والعالم الإسلامي والعربي من اللغات الإنجليزية والفرنسية والألمانية والتركية، وصدر منها سبعة وثلاثون عدداً) منذ عام 1416هـ/1996م وحتى عام 1427هـ/2006م. كما أنه درّس مادة الثقافة الإسلامية بجامعة الملك سعود كأستاذ متعاون في أعوام 1416- 1418هـ/1996-1998م. وقام بتدريس مادة اللغة التركية لطلاب الدراسات العليا بقسم التاريخ في جامعة الإمام محمد بن سعود الإسلامية في العام الدراسي 1420-1421هـ/2000م. كما أن الباحث عمل منذ عام 1416هـ/1996م وحتى 1425هـ/2004م متعاوناً مع دارة الملك عبد العزيز في ترجمة آلاف الوثائق العثمانية الخاصة بتاريخ الجزيرة العربية والخليج العربي، وتصنيفها، وإعداد التقارير الخاصة بها، إضافة إلى تعاونه مع مكتبة الملك عبد العزيز العامة بالرياض منذ عام 1419هـ/1999م وحتى حينه. وأشرف على تحرير الأعداد الثلاثة الأولى لنشرة مستخلصات الإسلام والقضايا المعاصرة التي تصدر عن مركز الملك فيصل للبحوث والدراسات الإسلامية.
انضم إلى أعضاء هيئة التدريس بقسم التاريخ في كلية الآداب بجامعة الملك سعود عام 1427هـ/2006م. وحصل على رتبة أستاذ مشارك في 5 ربيع الثاني 1431هـ/21 مارس 2010م، وعلى الأستاذية في الأول من جمادى الأولى 1435هـ/ الثاني من مارس 2014م.

## مؤلفاته
| الكتاب                                                                                             | سنة النشر | ملاحظات |
| -------------------------------------------------------------------------------------------------- | --------- | --- |
| البحوث والدراسات العثمانية والتركية في المكتبة العربية ببليوجرافيا مختارة                          | 1995      | |
| دليل المطبوعات العثمانية والتركية في مكتبة الملك فهد الوطنية (الجزء الأول)                         | 1996      | [ 5 ] |
| الجزيرة العربية في الكتب العثمانية والتركية بمكتبة الملك فهد الوطنية                               | 1996      | |
| دليل المطبوعات العثمانية والتركية في مكتبة الملك فهد الوطنية (الجزء الثاني)                        | 1998      | |
| نصوص عثمانية: عن الأوضاع الثقافية في الحجاز - الأوقاف، المدار، المكتبات                            | 2001      | [ 6 ] |
| مصادر تاريخ الجزيرة العربية في تركيا                                                               | 2002      | |
| مذكرات ضابط عثماني في نجد-الأوضاع العامة في منطقة نجد (ترجمة) تأليف: حسين حسني                     | 2003      | حسين حسني بن مصطفى، ضابط في الجيش العثماني، عمل في اليمن وبورسعيد والبصرة ثم نجد، وأصبح قائدا للقوة التركية المتنقلة في القصيم بعد مقتل قائدها حسن شكري بك. |
| مراسلات الباب العالي إلى ولاية الحجاز (مكة المكرمة - المدينة المنورة) في الفترة من 1283 إلى 1291هـ | 2004      | [ 8 ] |
| الجزيرة العربية: بحوث ودراسات من وثائق الأرشيف العثماني والمصادر التركية                           | 2005      | [ 9 ] |
| معجم الألفاظ العربية في اللغة التركية                                                              | 2005      | |
| مكة المكرمة والمدينة المنورة: بحوث ودراسات من واقع الأرشيف العثماني والمصادر التركية               | 2005      | [ 10 ] |
| الأوسمة العثمانية والحاصلون عليها من الجزيرة العربية في وثائق الأرشيف العثماني                     | 2007      | |
| نقابة الأشراف في الدولة العثمانية (ترجمة) تأليف: مراد صاريجك                                       | 2007      | |
| من تاريخ الجزيرة العربية الحديث: بحوث ودراسات من الأرشيف العثماني                                  | 2008      | [ 11 ] |
| من وثائق الأحساء في الأرشيف العثماني 1288-1331هـ / 1871-1913م                                      | 2009      | |
| المعجم الموسوعي للمصطلحات العثمانية التاريخية                                                      | 2010      | |
| تطور الأوضاع الثقافية في تركيا: من عهد التنظيمات إلى عهد الجمهورية ، 1839-1990م                    | 2010      | |
| أراضي الأحساء ومزارعھا الميرية في سجل الخزنة الخاصة رقم ٤١٢٥ من سجلات الأرشيف العثماني             | 2010      | . |
| دراسات في الكتب والمكتبات العثمانية                                                                | 2010      | [ 13 ] |
| مداخل بعض أعلام الجزيرة العربية في الأرشيف العثماني                                                | 2013      | [ 14 ] |
| سجلات الصرة وفحواها: المخصصات، القضاة، الأوقاف، الأربطة، المدارس                                   | 2021      | |